# Dragoljub Petrović
Dragoljub Petrović Rade, srbski general, * 18. december 1919, Petrovac, Kraljevina SHS, † 27. avgust 1994, Beograd, ZRJ.

## Življenjepis
Leta 1941 se je pridružil NOVJ in KPJ. Med vojno je bil politični komisar več enot.
Po vojni je bil poveljnik divizije, načelnik štaba in poveljnik vojaškega področja, poveljnik Poveljstva mesta Beograd, načelnik uprave v GŠ JLA,...